# Дивуни
Дивуни (грч. Διβούνι) је насељено место у општини Кукуш у периферији Средишња Македонија, Грчка. Према попису из 2021. године био је 31 становник.
Дивуни је 1913. године имао 102 житеља Турака. Године 1924. турско становништво је принудно исељено у Турску а на њихово место су насељене грчке избегличке породице из Бафре у Турској. На попису из 1928. године Дивуни је имао 79 становника. Село се раније звало Ћосе Мурџели.